# Biblioteca de Les Corts Valencianes
La Biblioteca de Les Corts Valencianes és una biblioteca parlamentària que serveix a les Corts Valencianes creada el 1987. Està gestionada pel Departament de Biblioteca, Estudis i Documentació depén de la Secretaria General de les Corts.
Fou fundada el 1987 a partir de l'impuls donat per Julia Sevilla. El 1991 comença la seua informatització amb el sistema de gestió bibliotecària KNOSYS. Amb el temps es queda desfasat i es substitueix per SIRTEX. El 2013 canvià de lloc i se situà al Palau de Trénor. El 2017 hi treballaven tres persones fixes més dos becaris temporals. Des del 2017 ofereix un servei de préstec electrònic de llibres per als ciutadans pioner a Espanya en àmbit autonòmic. Per a fer ús d'aquesta plataforma de préstec cal registrar-se i instal·lar-se un programa a l'ordinador Mac o Windows o al telèfon mòbil.
La biblioteca ofereix l'accés a la col·lecció física, servei de préstec a aquestes col·leccions i servei de reprografia. Conté una col·lecció física que serveix als diputats, investigadors, serveis jurídics i altres institucions mentre que la seua col·lecció digital serveix a la ciutadania. La seua col·lecció conté uns 35.000 exemplars. I les temàtiques d'aquests són: principalment dret i secundàriament economia, ciència política, sociologia, Unió Europea i feminismes. Hi ha publicacions en sèrie i monografies. Té un catàleg d'accés públic en línia (OPAC): SIRTEX-opac. Ofereix als usuaris un servei de reprografia. Publica les novetats, els sumaris de revistes i Flash Informativo (aquest últim editat junt al Departament de Documentació).